# Альберто Аревало
Альберто Аревало (ісп. Alberto Arévalo, 8 лютого 1995) — іспанський стрибун у воду.
Учасник Олімпійських Ігор 2020 року, де в стрибках з триметрового трампліна посів 26-те місце і не потрапив до півфіналу.